# Lorenzo Ariaudo
Lorenzo Ariaudo (Turim, 11 de junho de 1989) é um futebolista italiano. Atualmente joga pelo  Empoli.

## Carreira

### Juventus
Ariaudo fez sua estréia na Juventus no empate de 1-1 da Juve contra o Artmedia Petržalka na 3ª pré-eliminatória da Liga dos Campeões 2008-09, no qual no dois confrontos somados a Juventus ganhou no total de 5-1. 
Ele estreou na Serie A em 18 de janeiro de 2009 contra a Lazio no estádio Olímpico de Roma, no jogo que terminou com um empate de 1-1. Em 31 de janeiro de 2011, foi usado como moeda de troca pela Juventus com o Cagliari, pelo passe do jogador Alessandro Matri.